# 孫發緒
孙发绪（1871年—？）字莼斋，又号琴斋、远公，安徽桐城人，中华民国政治人物。

## 生平
初于安徽督练公所任职，因熊成基围安慶时立功，得安徽巡抚朱家宝赏识入幕。1911年武昌起义爆发，朱家宝派他往武昌打探消息，被黎元洪任为顾问。他还作为湖北代表参加了各省都督府代表聯合會。1912年1月16日民社在上海成立，该社由黎元洪、孙发绪等人发起。1913年，北京政府授其勋位、少将。1913年底，他任河北定興縣知事，旋升道尹。1916年7月6日，他署任山东省长。1916年10月，他改任山西省省长。1917年6月5日他被阎锡山驱逐而离任，由阎锡山继任山西省省长。1923年孙发绪起草了《统一方案》，并联合曹锟、吴佩孚、冯玉祥、张绍曾等人签字后，向南方提出。此举惹恼了黎元洪。后来他去保定任曹锟的高等顾问。